# Bloomberg Businessweek
BusinessWeek er et tidsskrift med erhvervsnyheder udgivet af McGraw-Hill. Det blev første gang udgive i 1929 (som The Business Week) under ledelse af Malcolm Muir, som også på daværende tidspunkt var leder af McGraw-Hill Publishing Company. Bladets primære konkurrent i erhvervsnyhedssegmentet er Fortune og Forbes som begge udgives hver fjortende dag.
Siden 1988 har BussinessWeek udgivet en årlig rangering af amerikanske handelshøjskole MBA-programmer.
Den 12. oktober 2007 udkom BussinessWeek første gang i fire år med et nyt nydesignet layout. Adskillige sektioner fik nyt udseende for at fokusere bladet mere i retning mod nyheder og et globalt dækning, mens sektionen "Executive Life" blev skåret bort.